# A Litván Nagyfejedelemség címere

A Litván Nagyfejedelemség címere, 1581

A Litván Nagyfejedelemség címere, más néven Pogónia (bel. Пагоня, leng. Pogoń, lit. Vytis) a Litván Nagyfejedelemség jelképe, amely a Giedyminowicz-dinasztiából származik. Európa egyik legrégebbi címere.
Bár a történészek a címer tényleges létrejöttét jóval korábbira becsülik, az első ismert címerkép 1366-ból származik. Akkoriban Algirdas nagyfejedelem pecsétjének része volt.
A címer hivatalosan is bekerült a Lengyel-Litván Közösség címerébe, és a lengyel királyok személyes jeleként használták. Képére utal Litvánia jelenlegi címere, valamint számos lengyel város címere és Podlasie címere.
Jelenleg a szimbólumot Lengyelország, Litvánia és Fehéroroszország nemzeti örökségének részének tekintik. 2007. május 14-én Fehéroroszország kulturális örökségének részévé választotta a pogóniát.

## Története

### Litván Nagyfejedelemség
A lóháton támadó lovag először 1329-ben bukkan fel mint nemzeti jelkép, a pszkovi Alekszander Mihajlovics herceg pecsétjén. Ő Gediminas litván nagyfejedelem hűbérese volt, Pszkov pedig akkoriban a Litván Nagyfejedelemséghez tartozott. A polacki Narimantas herceg ebben az időben szintén elkezdte ezt használni jelképként. Ezek a tények azt bizonyítják, hogy a pogónia már 1329 körül széles körben ismert és elfogadott litván jelkép volt. A pogónia első, állami szinten történő használata egészen Vytenis nagyfejedelemig nyúlik vissza.
A lóháton rohamozó lovag jelképe apáról fiúra öröklődött: Algirdasról fiára, Jagelló fejedelemre, onnan Vitold nagyfejedelemre, és másokra. Jagelló pecsétjén 1386 környékén jelent meg, majd Vitoldén 1401-ben. A 15. század elején állami címer-rangra emelkedett, illetve a vilniusi hercegségnek is ez lett a címere. A XVI. században lengyel néven Pogoń-ként is utalnak rá. A lovas hol balra, hol jobbra rohamoz, és alkalmanként kopja van a kezében. A XV. századra alakult ki a ma ismert formája: a balra rohamozó lovag, egyik kezében karddal, a másikban pajzzsal.

Narymunt Gediminovics, Polotsk hercegének pecsétje, 1330
Alekszandr Mihajlovics, Pszkov herceg pecsétje, 1331
Simon Lingwen, Mstsislav herceg pecsétje, 1395
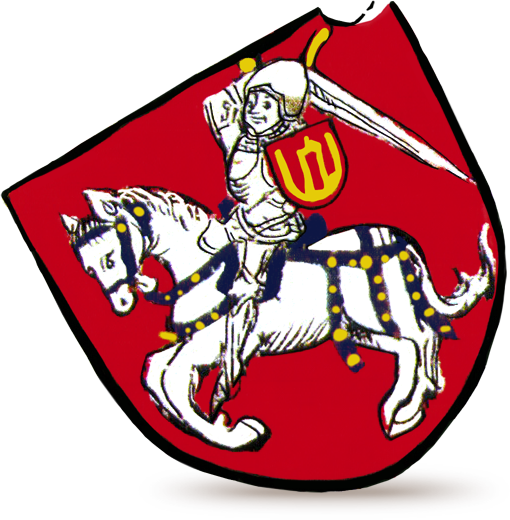
Litván címer 1435-ben a Berghammar kódexből újrarajzolva
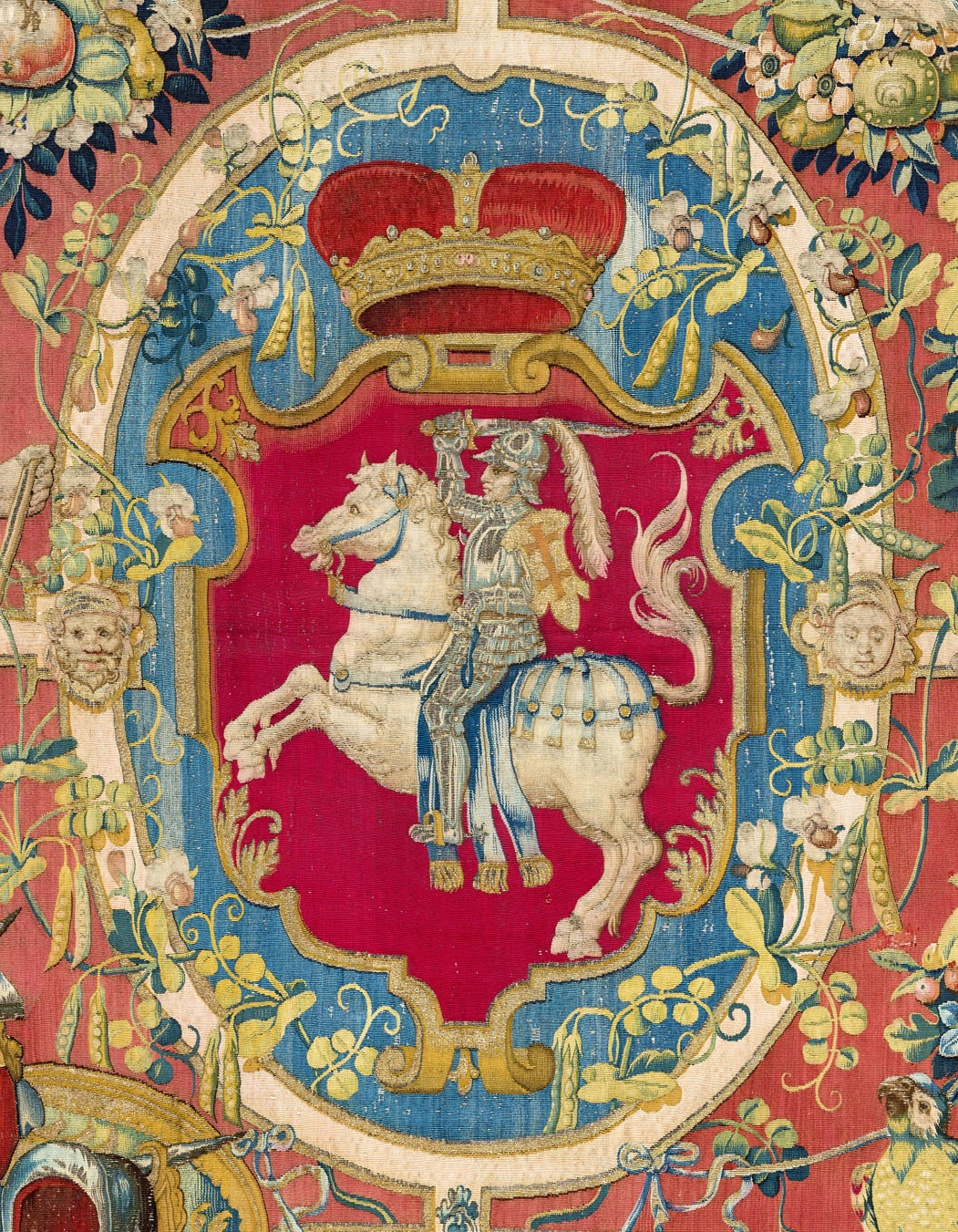
Címer 1555-ből
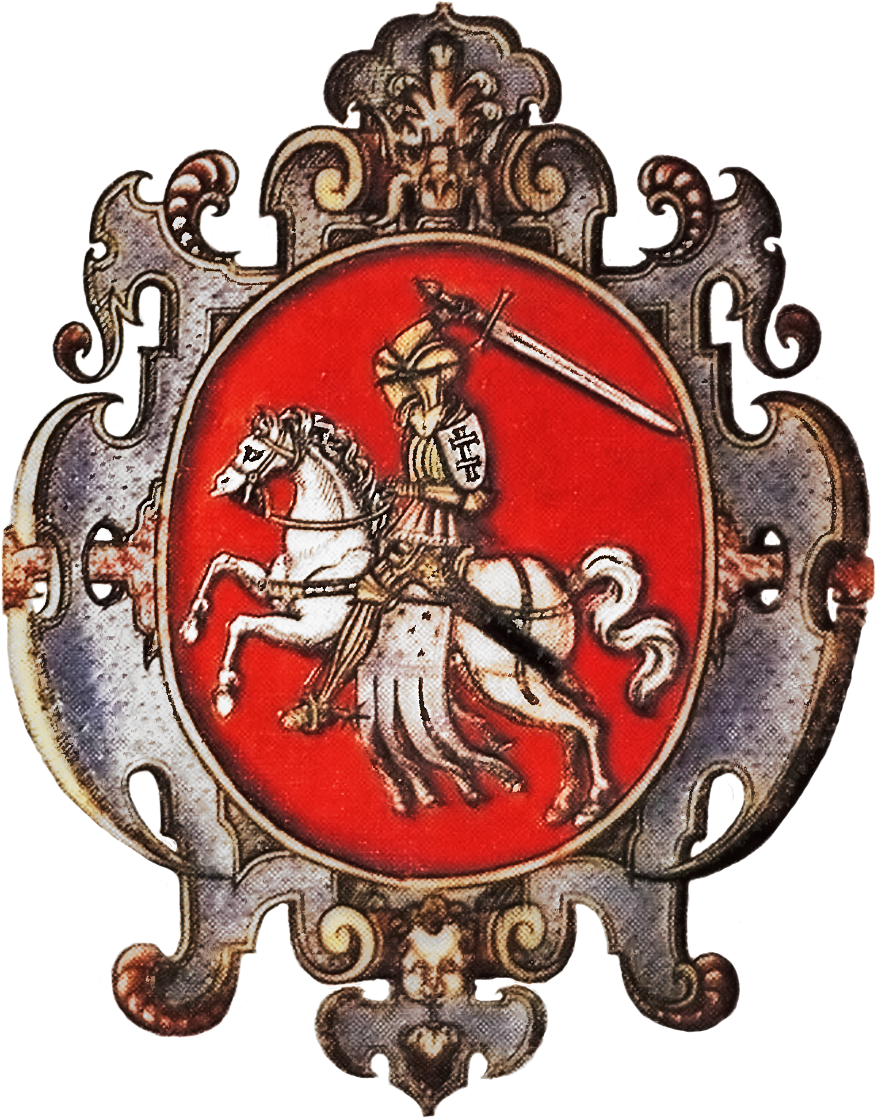
Címer 1575-ből
Címerábrázolás a XVI. századból
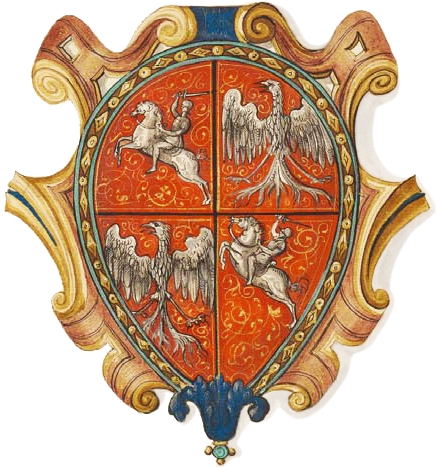
A lengyel-litván perszonálunió címere
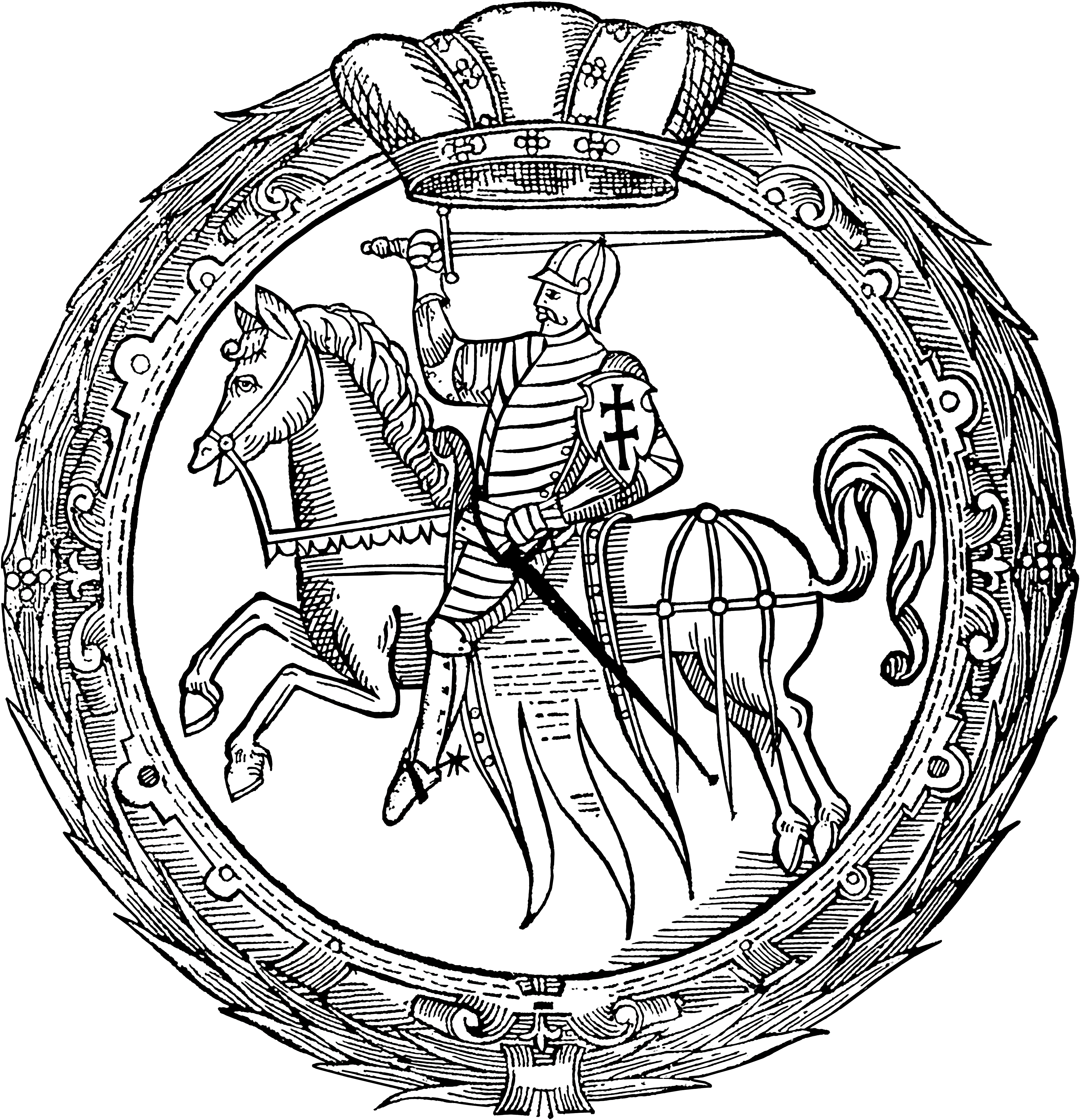
A pogónia a litván nagyfejedelemség statútumán, 1588-ban
A "herceg kísérete" Drezdában. 1904–1907
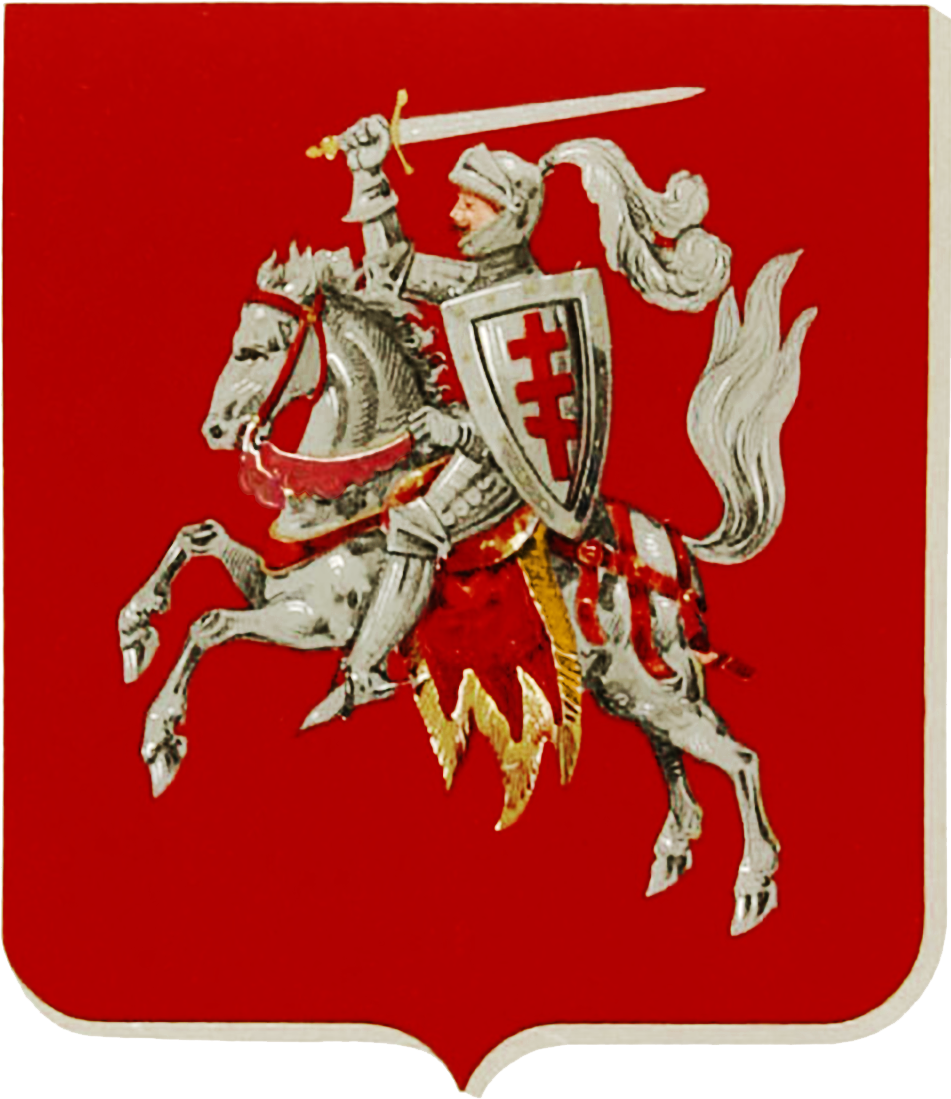
Címer 1907-ből

A 15. században egységesült a címer színe. A lovag fehér, illetve ezüstszínű lett, vörös színű címerpajzson. A lovag ebben az időben kék pajzsot tartott maga előtt, rajta aranyszínű kettőskereszttel. Kezdetben a mindenkori uralkodót szimbolizálta, majd megjelent az az értelmezése, hogy a lovag az ország területére törő betolakodókat űzi ki. Ez az értelmezés főként a XIX. század végén és a XX. század elején volt népszerű. Az ilyen irányú értelmezést alátámasztja, hogy a grünwaldi csatában, amikor a lengyel-litván hadsereg együttes erővel űzte ki a rájuk törő Német Lovagrendet, számtalan katona pogóniás zászló alatt vonult hadba.
Apróbb változtatásokkal a Litván Nagyfejedelemség címere hatályban volt egészen 1795-ig, mígnem Oroszország annektálta a területet és Lengyelország harmadik felosztásával Litvánia is megszűnt létezni.

### 19. század
Lengyelország felosztása után Litvánia túlnyomó része Oroszország részévé vált, a pogónia pedig bekerült a birodalmi nagycímerbe. Nagy Katalin cárnő számtalan lett és belarusz területen fekvő település vagy terület címerébe is elhelyeztette azt, köztük Daugavpils, Ludza, Sebezh, Polack, Nevel, Haradok, Vicebszk, Suraz, és Velizs városáéba. Mindezt azért, mert ezek a városok a Litván Nagyfejedelemség területéhez tartoztak valamikor. Megalakulása után a Vilnai Kormányzóság címerébe is bekerült. Vilnius város bejáratánál két pogónia lovasszobor üdvözölte a látogatókat 1818 és 1840 között is – ezután kétfejű sasokra, az orosz államiság jelképeire cserélték ezeket.
Az 1830–31-es novemberi felkelés és az 1863–64-es januári felkelés során a pogónia az Orosz Birodalommal szembeni ellenállás jelképe volt.
A XIX. század során a Litván Nemzeti Ébredés egyik vezetője, Simonas Daukantas vezette be először a Vytis kifejezést a pogóniára a litván kultúráról szóló 1846-os könyvében. A név etimológiája nem egyértelmű, vagy a lengyel pogoń kifejezés litvánra fordított változata, a vyti (mindkettő kb. azt jelenti: üldözni), vagy a keleti szláv nyelvekben, de a magyar nyelvben is ismert vitéz szóból ered. A kifejezés a "fogni" jelentésű Pagaunia szóval együtt maradt használatban.

### 1918–1990
A pogónia lett a Belarusz Népköztársaság hivatalos címere egy rövid időre 1918 és 1919 között. Fehéroroszország nyugati része a két világháború közti időszakban Lengyelországhoz tartozott, a pogónia pedig több olyan területen, ahol jelentős belarusz kisebbség élt, például a Poléziai vajdaságban, a Wilnói vajdaságban és a Novogródeki vajdaságban, is hivatalos jelkép lett. Emellett belarusz szeparatista törekvések is jelképükként használták.
1918 és 1940 között a független Litván Köztársaság címere lett, míg a Szovjetunió 1940-ben meg nem szállta a területet. A második világháború alatt a Fehérorosz Központi Tanács és a Litván Ideiglenes Kormány (mindkettő náci kollaboráns kormány volt) is használták.
A szovjet időkben a pogónia használata be volt tiltva, kizárólag litván és belarusz emigránsok használták.

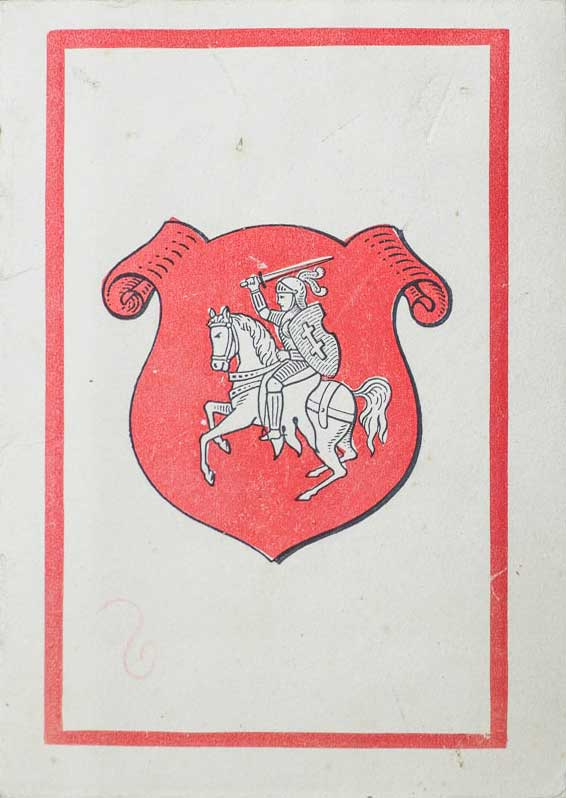
A Belarusz Népköztársaság által 1918–1919-ben kiadott útlevél
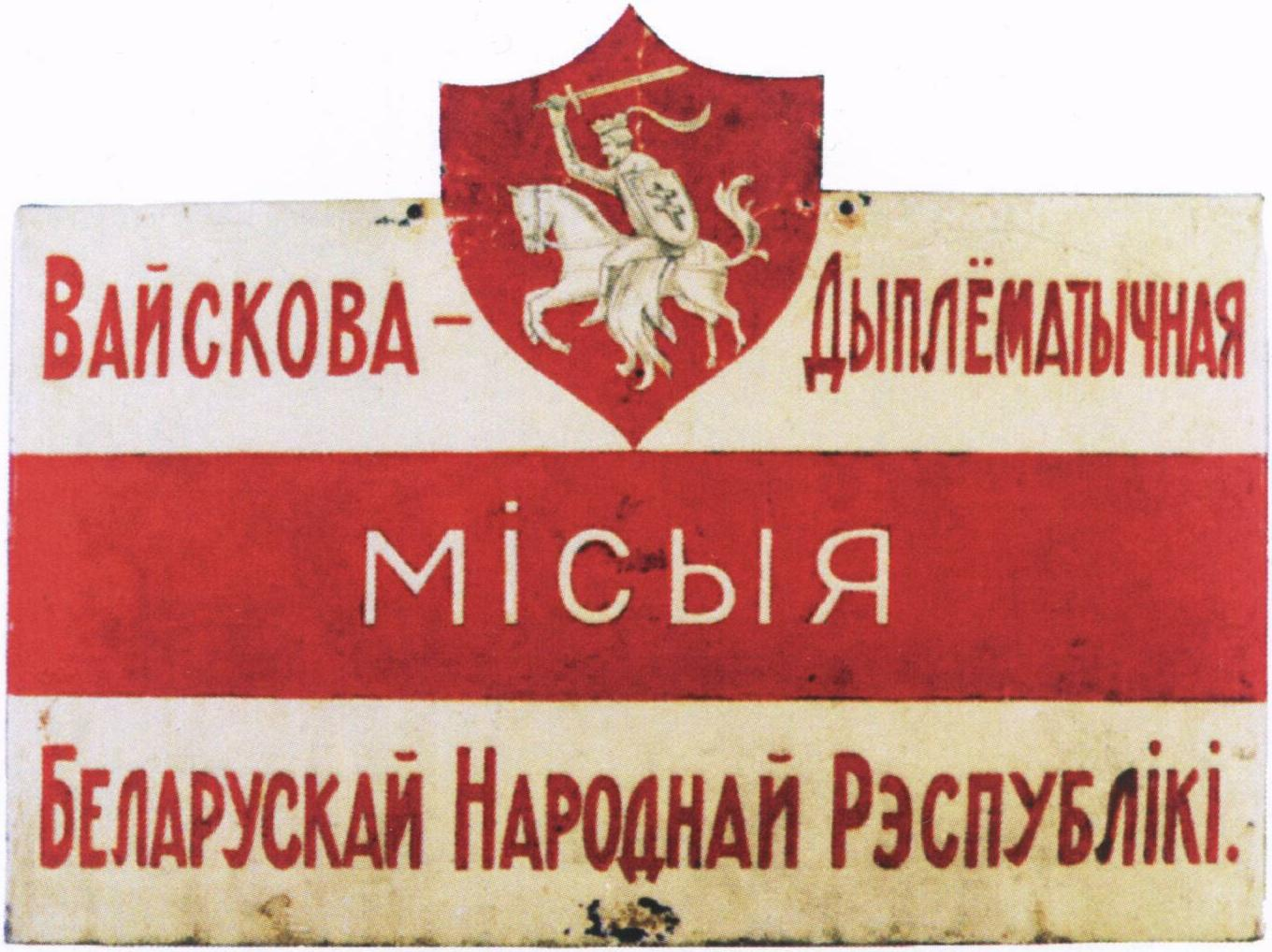
Belarusz diplomáciai misszió az 1910-es évek végén.
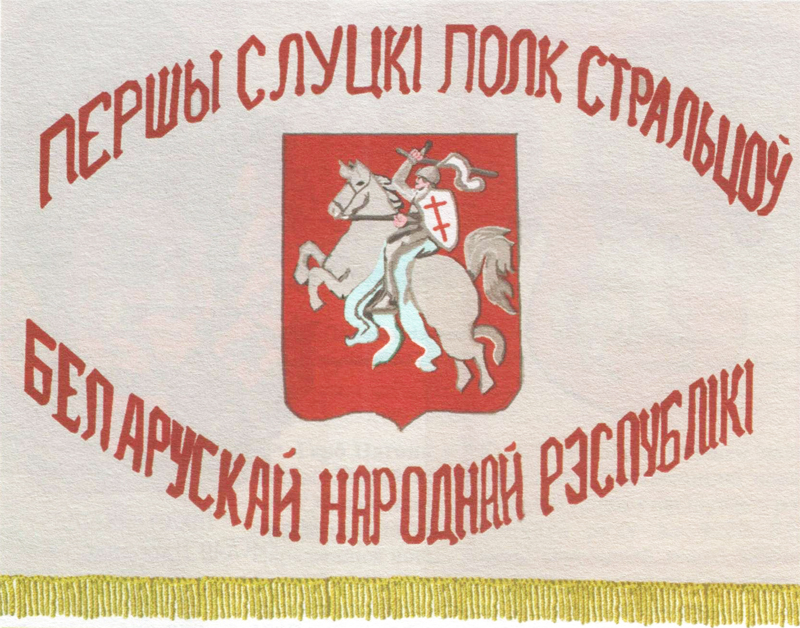
Az 1920-as szlucki 1. hadsereg zászlaja
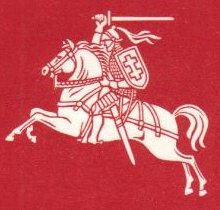
A két háború közt Litvániában használt pogónia, mely pénzérmékre került
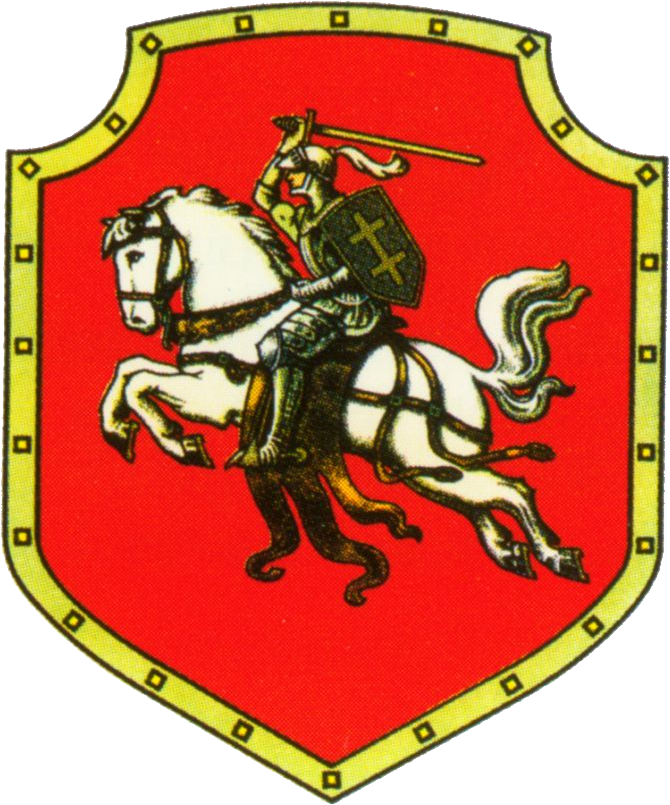
A két világháború közti litván címer
A Belarusz Népköztársaság címere, 1918–1919

### 1990-től
Az 1980-as években több szervezet, mint például a Belarusz Népfront, a pogóniát tette meg jelképévé, annak ellenére, hogy a Szovjetunióban bűncselekmény volt a használata. A peresztrojka ideje alatt különféle litván függetlenségi szervezetek is elkezdték használni, 1988-tól pedig ismét engedélyezték litván területen.
1990. március 11-én Litvánia kikiáltotta függetlenségét, és visszaállítottak valamennyi olyan jelképet, amelyet a szovjet idők alatt betiltottak. 1991. szeptember 4-én Arvydas Každailis tervei alapján egy külön erre a célra összehívott heraldikai bizottság egy új variánst fogadott el állami címerként. Az új változat visszanyúlt a Litván Nagyfejedelemség idejében használt verziókhoz is, ugyanis visszaállították az eredeti színeket (kék pajzson aranyszínű kettőskereszt), de a lovas "védekező" pozíciót vesz fel, azaz a ló mellső lábai a levegőben vannak, a kardot a kezében pedig egyszerűen csak felemeli és nem csapásra készül.
1991-ben, a Szovjetunió megszűnése után a pogónia lett a független Fehéroroszország címere is. Ezt a változatot Jauhien Kulik és Uladzimir Krukouszki tervezték, szintén történelmi előzmények figyelembevétele mellett.

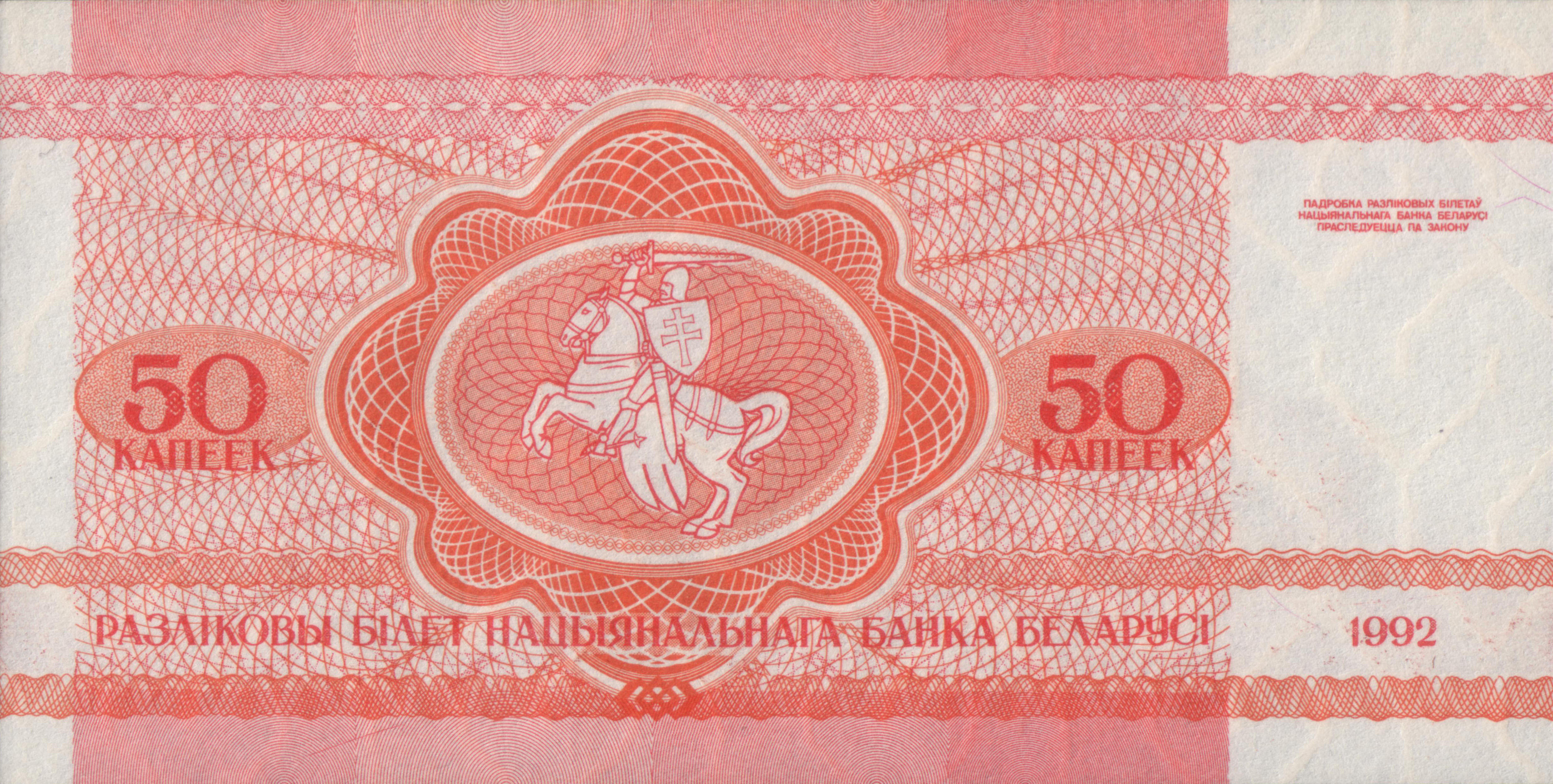
50 kopejkás belarusz bankjegy 1992-ből
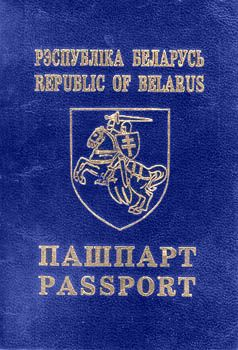
Belarusz útlevele, 1991–1995
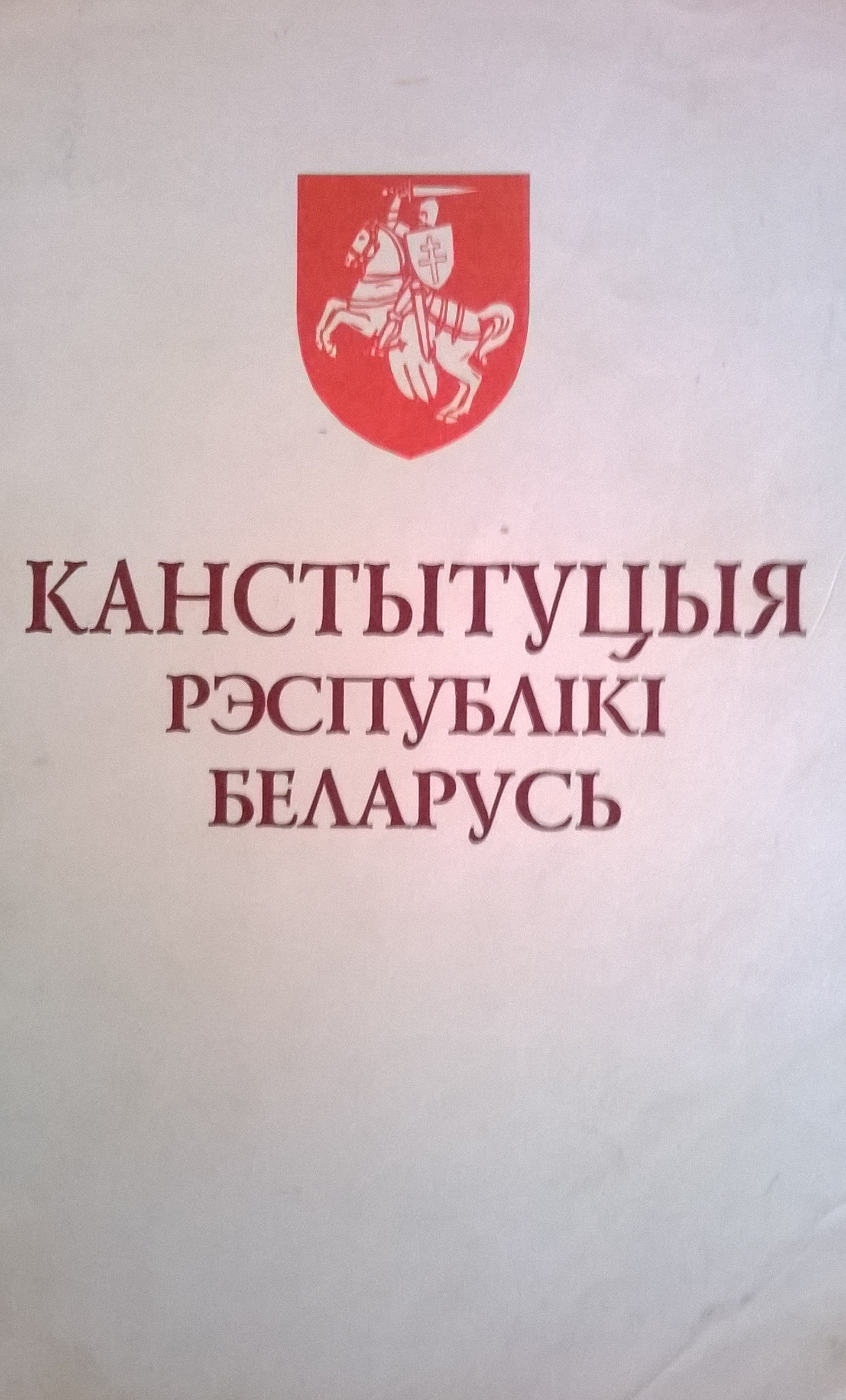
Belarusz alkotmánya, 1994
Litvánia címere 1990 óta
Litvánia címere 1991 óta
Belarusz címere 1991–1995 között

Egy 1995-ben tartott népszavazás után Aljakszandr Lukasenka leváltotta a belarusz zászlót és címert és visszaállította a pogónia helyett a szovjet időkben használt címert, némiképp módosított változatban. Azóta Fehéroroszországban a Lukasenkával szembeni ellenállás egyik jelképe lett.
2004-ben a litván parlament elfogadta a litván történelmi zászlót. Ezen a címeren látható pogónia szerepel vörös alapon. Nem váltották le a sárga-zöld-vörös trikolort, hanem különleges alkalmakkor illetve különféle történelmi jelentőségű épületeken használják.
Jelenleg is előkészítés alatt áll egy elképzelés, mely a litván címert kiegészítené a himnusz egyik sorával: "Vienybė težydi" ("Virágozzék az egység!"). A parlamenten már most is egy ehhez hasonló változat látható, melyet egyik oldalról egy griff, a másik oldalról egy unikornis tart, tetején a fejedelmi koronával. A litván elnök ugyanezt a verziót használja, korona nélkül.
2015. január 1-jén Litvánia csatlakozott az eurozónához. Az országban vert pénzérmék hátoldalára is a lovas került, de itt a címerrel ellentétben nem ágaskodik a ló két mellső lába, hanem a hagyományos ábrázolásoknak megfelelően a lovas rohamoz.

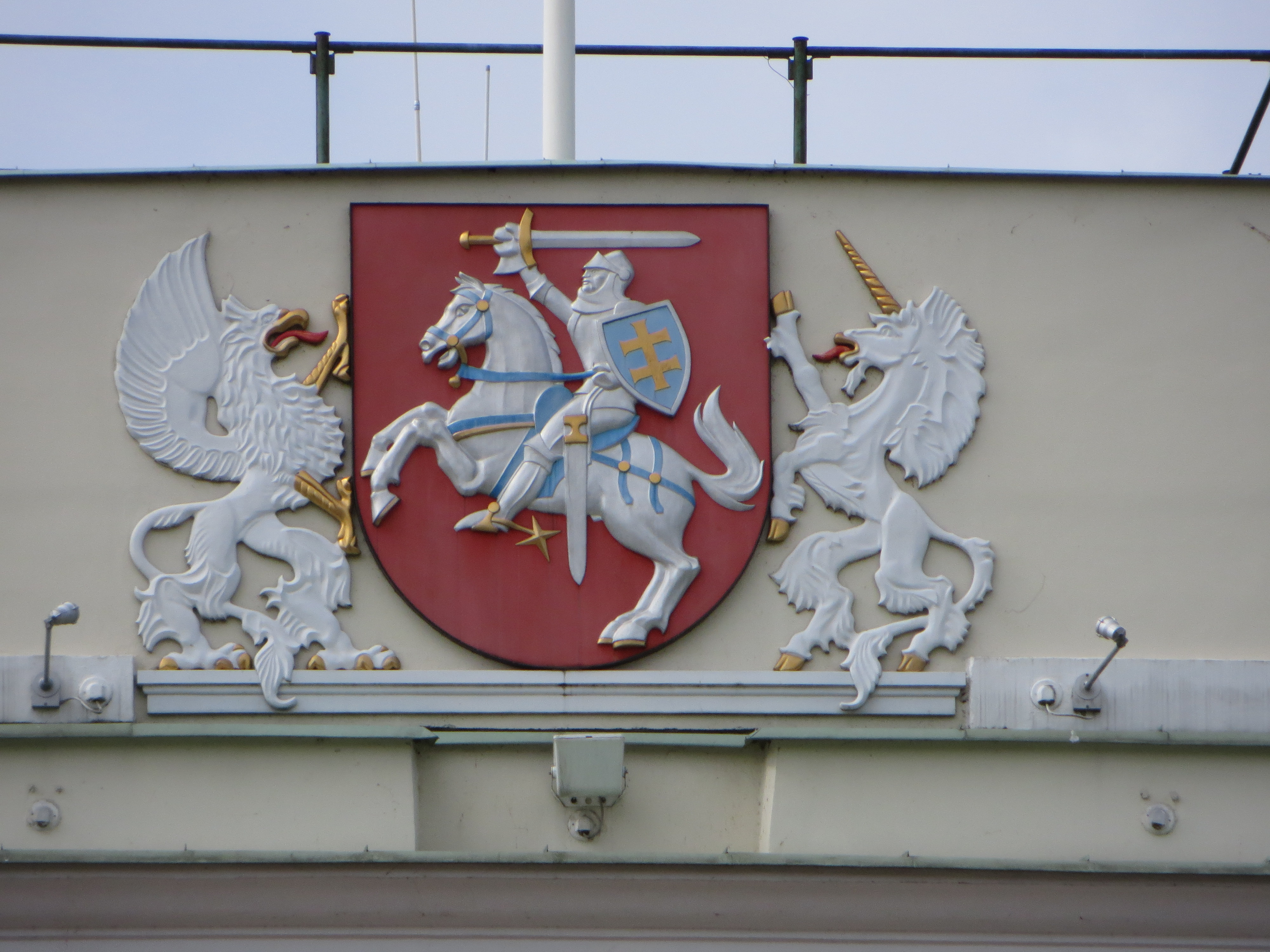
A pogónia az elnöki palota falán
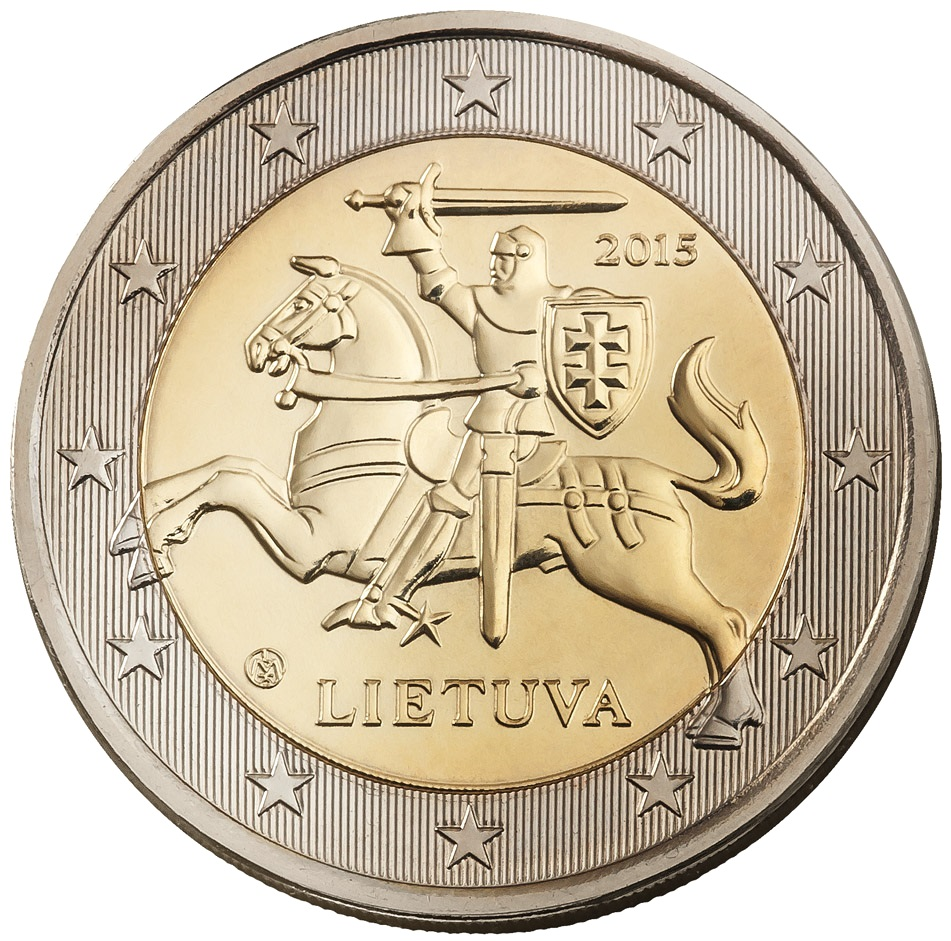
Litván euróérme hátoldala
Litván történelmi zászló

## Pogónia mint regionális címer
A pogónia számos város illetve régió címere volt a Litván Nagyfejedelemség és a lengyel-litván államszövetség területén.

Nowogródeki vajdaság
Wilnói vajdaság
Poléziai vajdaság
Bialystoki vajdaság és a podláziai vajdaság
Minszki vajdaság
Polocki vajdaság
Vityebszki vajdaság
Mstislawi vajdaság

Miután Oroszország annektálta a területet, Vicebszk és Vilno (Vilnius) kormányzóságai saját címert kaptak.

Vilnai Kormányzóság
Vicebszki Kormányzóság

Az alábbi területek címerként használják. a mai napig is.

Vicebszki terület (Fehéroroszország)
Homeli terület (Fehéroroszország)
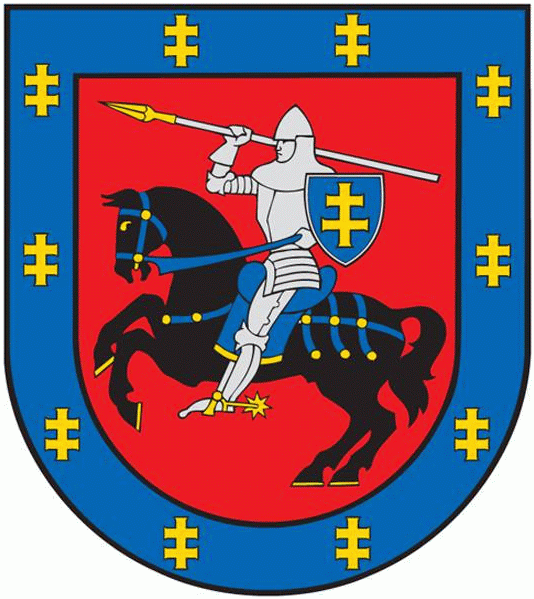
Vilnius megye (Litvánia)
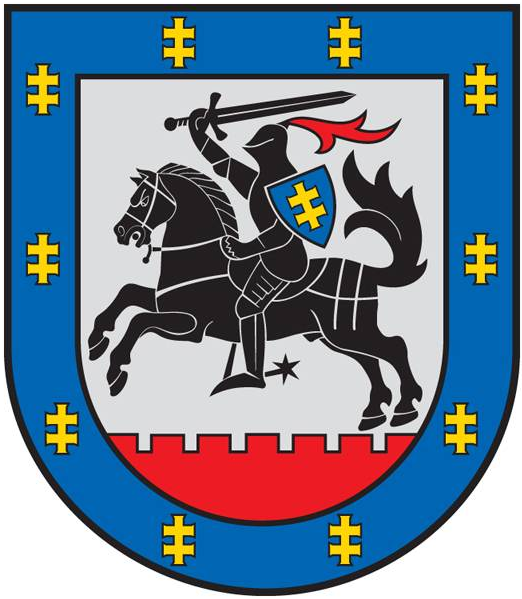
Panevėžys megye (Litvánia)

Városok, amelyeknek címerében megtalálható:

Ljepjel
Verknyadzvinszk
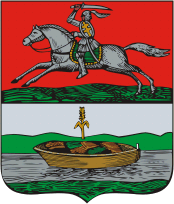
Vilejka (korábbi címere)
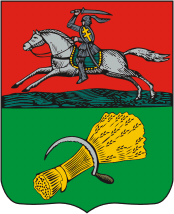
Lida (korábbi címere)
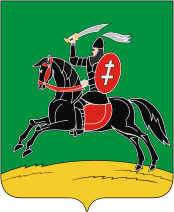
Nevel
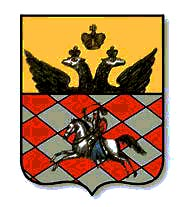
Velizs
Branyszk
Puławy
Siedlce
Drohiczyn
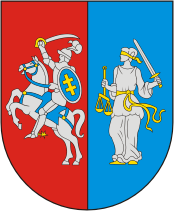
Liudvinavas
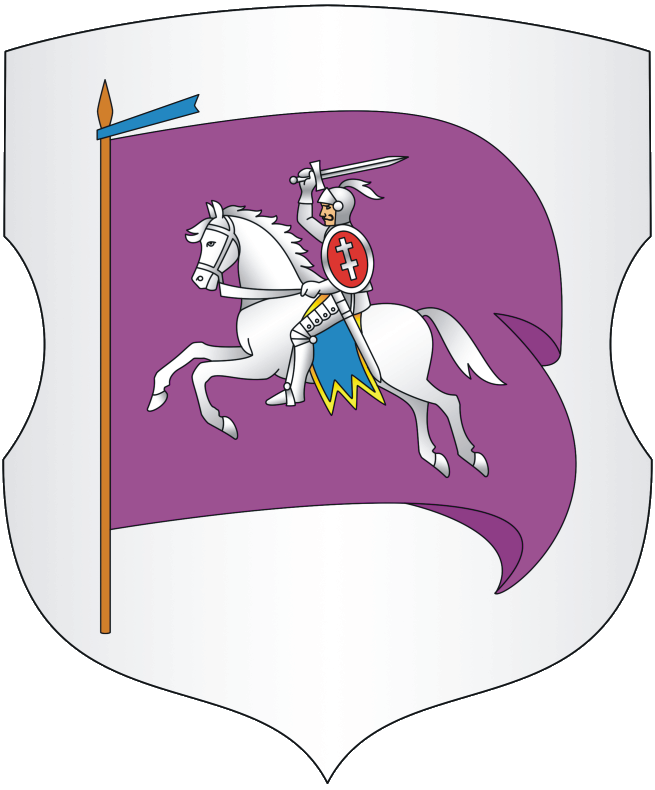
Recsica (Homeli terület)
Mahiljov
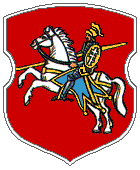
Lipniszki
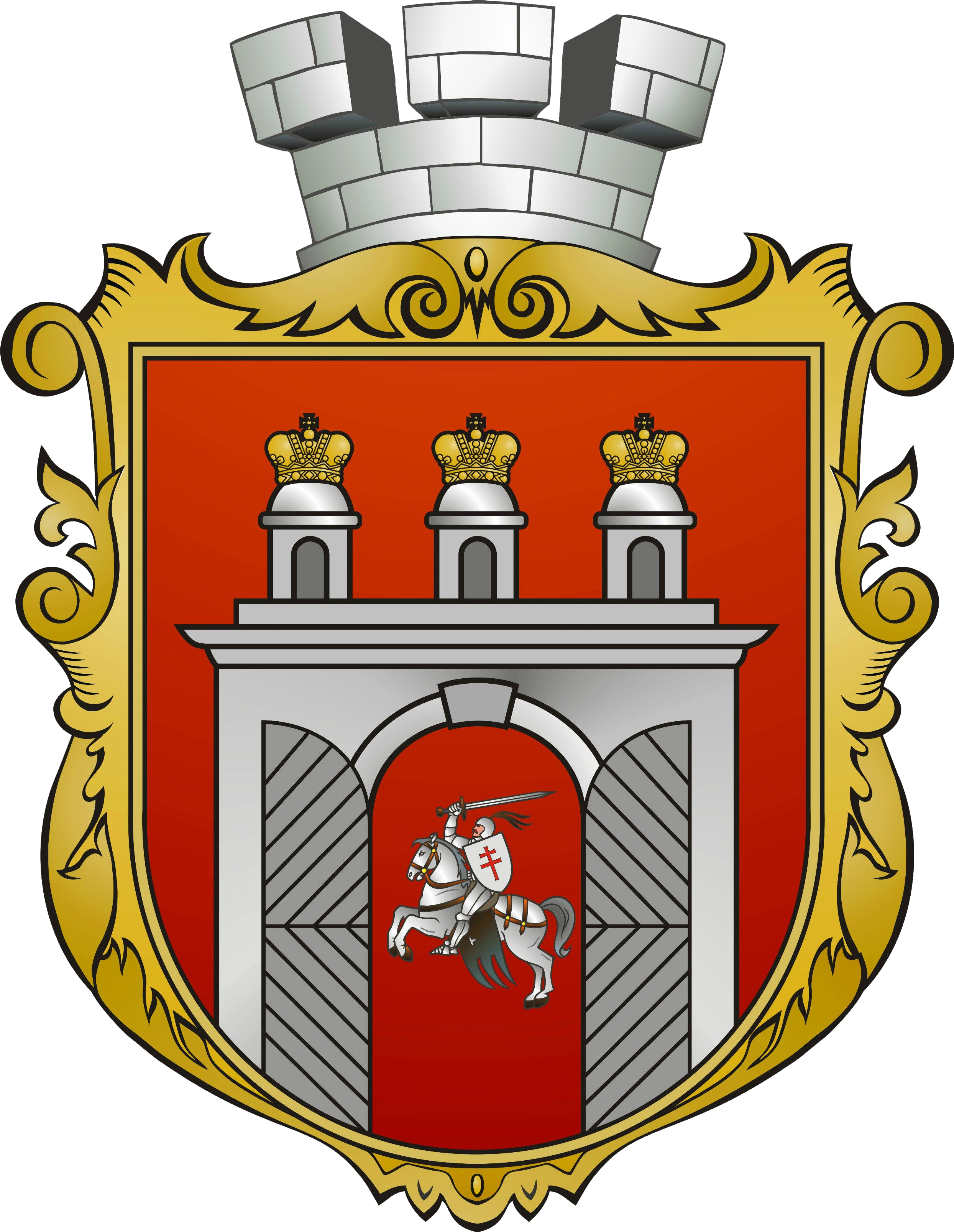
Izaszlav

## Pogónia mint politikai jelkép

A januári felkelés szimbóluma

## Egyéb felhasználás
Számos szervezet, mint a Belarusz Világszövetség, a Belarusz Nyelvi Társaság, a Fehéroroszországi Lengyelek Szövetsége, és a BelaPAN hírügynökség is használják logójukban.

## Változatai
A pogónia belarusz változata különbözik a litvántól, ugyanis a ló és a lovasa is teljesen fehér (ezüst) színű, pajzsán pedig fehér alapon aranyszínű kettőskereszt látható.
Az Ukrán Népköztársaság fennállása idején ismert volt egy változat, amelyen a lovas egy kék pajzsot tart, amelyen egy arany oroszlán látható.
A litván változaton látható kettőskereszt nem azonos az ortodox kereszténység jelképével, hanem az az úgynevezett Jagelló-kereszt, melynek az alsó kereszt-szára majdnem olyan hosszú, mint a felső, ám kicsivel rövidebb annál. Ez a jelkép szerepelt ugyanis a Jagelló-ház címerében, mely az országot uralta.
Egyes címerváltozatokban, melyek a Litván Nagyfejedelemség idején készültek, a pajzson egy másik litván jelkép, Gediminas oszlopai láthatók. Egyes címerekben, mint például az orosz Osztrogszki család címerében, a lovasnak egyáltalán nincs pajzsa.

## Fordítás
- Ez a szócikk részben vagy egészben  a   Pahonia című angol Wikipédia-szócikk ezen változatának fordításán alapul.  Az eredeti cikk szerkesztőit annak laptörténete sorolja fel. Ez a jelzés csupán a megfogalmazás eredetét és a szerzői jogokat jelzi, nem szolgál a cikkben szereplő információk forrásmegjelöléseként.